# Sol Gabetta
Sol Gabetta (Villa María, Argentina, 18 de abril de 1981) es una violonchelista argentina. Sus orígenes son franceses, rusos e italianos. Sus padres son Antonio Gabetta e Irene Timacheff. Su hermano Andrés Gabetta es un reconocido violinista. Juntos formaron la Cappella Gabetta.

## Biografía
Gabetta comenzó a aprender violín a los tres años y el violonchelo a los cuatro. Continuó estudiando ambos instrumentos hasta los ocho años, y luego cambió su enfoque exclusivamente al violonchelo. Entre sus maestros figuran Christine Waleska, Leo Viola, Ivan Monighetti, con quien estudió en la Escuela Superior de Música Reina Sofía de Madrid, y en Basilea, Piero Farulli y Ljerko Spiller.
Sol Gabetta ganó reconocimiento internacional tras alzarse con el Crédit Suisse Young Artist Award en 2004. El mismo año, la chelista argentina ofreció su debut con la Filarmónica de Viena y Valerij Gergiev. Gabetta ganó su primer concurso a los diez años de edad, seguido rápidamente por el Premio Natalia Gutman y menciones en el Concurso Chaikovski de Moscú y el Concurso Internacional de Música ARD en Múnich. Nominada a un Grammy, Gabetta recibió el Gramophone Young Artist of the Year Award en 2010 y el Würth-Preis en 2012. 
Tras su aclamado debut con la Filarmónica de Berlín y Sir Simon Rattle en el Festival de Pascua de Baden-Baden en 2014, Sol Gabetta debutó esa temporada con la Staatskapelle de Berlín y la Orquesta Sinfónica de Toronto. También en 2014/15 cabe destacar sendas giras europeas: con la Orquesta Filarmónica de Londres y Vladímir Yurovski, y en dúo con Bertrand Chamayou, con quien grabó un recital lanzado por Sony en febrero de 2015. 
Hoy día, la artista ha ganado talla estelar y actúa con las principales orquestas del mundo, como la Orquesta de la Academia Nacional de Santa Cecilia, Orquesta Sinfónica Nacional de Washington, Orquesta Nacional de Francia, Orquesta Real del Concertgebouw, Orquesta Sinfónica de la Radio de Baviera, la Orquesta de la Tonhalle de Zúrich, las sinfónicas de Bamberg, del Bolshói y de la Radio Finlandesa, la Orquesta de Filadelfia, la Philharmonia y la Filarmónica de Londres. Asimismo, colabora con asiduidad con directores de la talla de Giovanni Antonini, Mario Venzago, Pablo Heras-Casado y Thomas Hengelbrock. Fue artista en residencia en el Festival de Música de Schleswig-Holstein en el verano de 2014, y anteriormente lo había sido con la orquesta Philharmonie y en el Konzerthaus Berlin. Sol Gabetta es invitada habitual en festivales como los de Verbier, Gstaad, Schwetzingen, Rheingau, las Schubertiadas de Schwarzenberg Hohenems y el Festival de Beethoven en Bonn. 
Gabetta mantiene asimismo una intensa actividad camerística, actuando en salas como el Wigmore Hall de Londres, el Palacio de la Música Catalana de Barcelona y el Théâtre des Champs-Élysées de París, con distinguidos compañeros como Patricia Kopatchinskaja, Baiba Skride y, especialmente, Bertrand Chamayou. Su pasión por la música de cámara se evidencia cada año en el Festival de Música Solsberg, fundado por Gabetta en la villa suiza de Olsberg, y que celebró en 2015 su décimo aniversario. 
Instrumentista del Año en los Premios Echo Klassik de 2013 por su interpretación del Concierto para violonchelo y orquesta de Shostakovich con la Filarmónica de Berlín y Lorin Maazel, también recibió dicho galardón en 2007, 2009 y 2011 por sus discos de los conciertos para violonchelo de Haydn y Elgar, y obras de Chaikovski y Ginastera. Gabetta cuenta con una extensa discografía con Sony y ha grabado un recital a dúo con Hélène Grimaud para Deutsche Grammophon. 
Gabetta toca uno de los pocos y valiosísimos chelos de G. B. Guadagnini, fechado en 1759 y cedido por el Rahn Kulturfonds de Suiza. Actualmente toca con un cello Matteo Goffriller de 1730. Desde 2005, es profesora en la Academia de Música de Basilea.[cita requerida]
En 2018 recibió el Premio "Herbert von Karajan" y en 2019, el Premio Konex de Platino a la mejor instrumentista de cuerda de la década en la Argentina. En 2009 había recibido el Diploma al Mérito Konex.

## Visión musical
Gabetta opina que “Uno de los errores más grandes que puede cometer el intérprete es tratar de meterse dentro del sentimiento del compositor. Afortunadamente, la música permite que nos pongamos en ambiente a través de la partitura, que es el testamento de su autor. El otro error en el que podemos caer es el de interpretarnos a nosotros mismos. Claro que el punto de equilibrio no es fácil de encontrar, pero seguir la partitura es el camino."[cita requerida]
Por ejemplo, respecto al Concierto en mi menor de Elgar, una obra que, se dice, condensa la tragedia de la Primera Guerra, dice que "Hay versiones de esta obra que suenan blandamente sentimentales, y me parece que no es eso lo que pide”.

## Comentario de la prensa
“Inteligencia, elegancia majestuosa, mercúreos cambios de humor, intensidad y ligereza de ataque en equilibrio cuasi milagroso”. - The Glasgow Herald (2009)

## Discografía
- Chaikovski, Saint-Saëns y Ginastera - Orquesta de la Radio de Múnich. 2006
- Il Progetto Vivaldi, Sonatori de la Gioiosa Marca. 2007
- Shostakóvich, Concierto n.º 2 para violonchelo y orquesta (Dir: Marc Albrecht); Sonata para violonchelo y piano (Piano: Mihaela Ursuleasa)(grab:05/2008)- Münchner Philharmoniker. 2008
- "Cantabile" - Prague Philharmonic. 2009
- Hoffmann, Haydn, Mozart. 2009
- Elgar, Cello Concerto. 2010
- Peteris Vasks, Gramata Cellam. El libro para cello solo. 2010
- Shostakóvich, Concierto N.º 1 para violonchelo y orquesta (Dir: Lorin Maazel) 2012
- "Duo" con Hélène Grimaud, piano. 2012
- Il Progetto Vivaldi II. 2012
- Il Progetto Vivaldi III. 2013
- "Prayer" (Sony Classical) 2014
- "The Chopin Album" - con Bertrand Chamayou, piano (Sony Classical) 2015
- Beethoven Triple Concerto con Dejan Lazic, Giuliano Carmignola y Giovanni Antonini (2015)
- Peteris Vasks: Presence (2015)
- "Live": Elgar cello Concerto in E Minor, Op. 85 y Martinů cello Concerto n.º 1, H. 196. Berliner Philharmoniker, Sir Simon Rattle y  Krzysztof Urbański (2016)
- "Dolce Duello": Cecilia Bartoli y Cappella Gabetta (2017)